# Cullingworth
Cullingworth är en ort och civil parish i Bradford i Storbritannien. Den ligger i grevskapet West Yorkshire och riksdelen England, i den centrala delen av landet, 280 km norr om huvudstaden London. Cullingworth ligger 205 meter över havet och antalet invånare är 2 491.
Terrängen runt Cullingworth är kuperad åt nordväst, men åt sydost är den platt.Runt Cullingworth är det tätbefolkat, med 530 invånare per kvadratkilometer. Närmaste större samhälle är Bradford, 10,1 km öster om Cullingworth. Trakten runt Cullingworth består i huvudsak av gräsmarker.